# Valerie Ziegenfuss

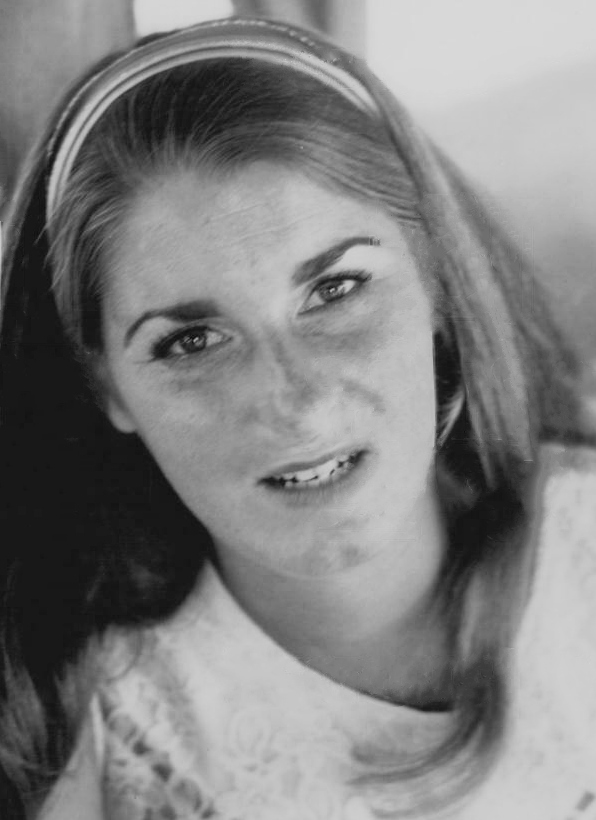
Valerie Ziegenfuss 1973

Valerie Ziegenfuss, född 29 juni 1949, San Diego, Kalifornien. Amerikansk professionell tennisspelare.
Valerie Ziegenfuss är främst känd som en av the "Houston Nine", det vill säga en av de nio första spelarna som 1970 tecknade ett proffskontrakt med den nystartade organisationen Virginia Slims Circuit, med Billie Jean King och Rosie Casals som namnkunnigaste stjärnor. De övriga spelarna var Nancy Richey, Kerry Reid, Peaches Bartkowitz, Kristy Pigeon, Julie Heldman och Judith Tegart.
Som 18-årig junior vann Ziegenfuss tillsammans med Peaches Bartkowics dubbeltiteln i Amerikanska mästerskapen. Som professionell spelare var hon också framgångsrikast som dubbelspelare. Hon vann aldrig någon titel i Grand Slam-turneringar, men vann bland annat dubbeltitlarna i amerikanska hardcourt-mästerskapen (1967), amerikanska grusmästerskapen (1968) och amerikanska inomhusmästerskapen (1969).         
Valerie Ziegenfuss deltog 1972 i det amerikanska Fed Cup-laget. Hon spelade totalt 7  matcher av vilka hon vann 6. Genom sina segrar i bidrog hon till att föra laget till semifinal mot Sydafrika.